# Каджунская кухня

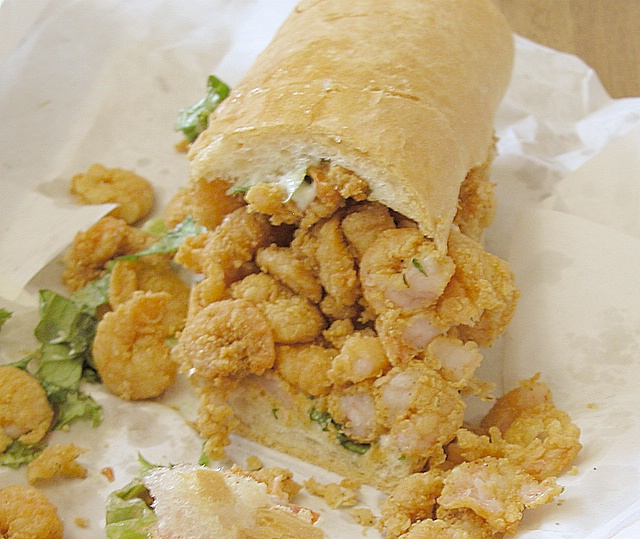
По-бой — сэндвичи кухни Нового Орлеана

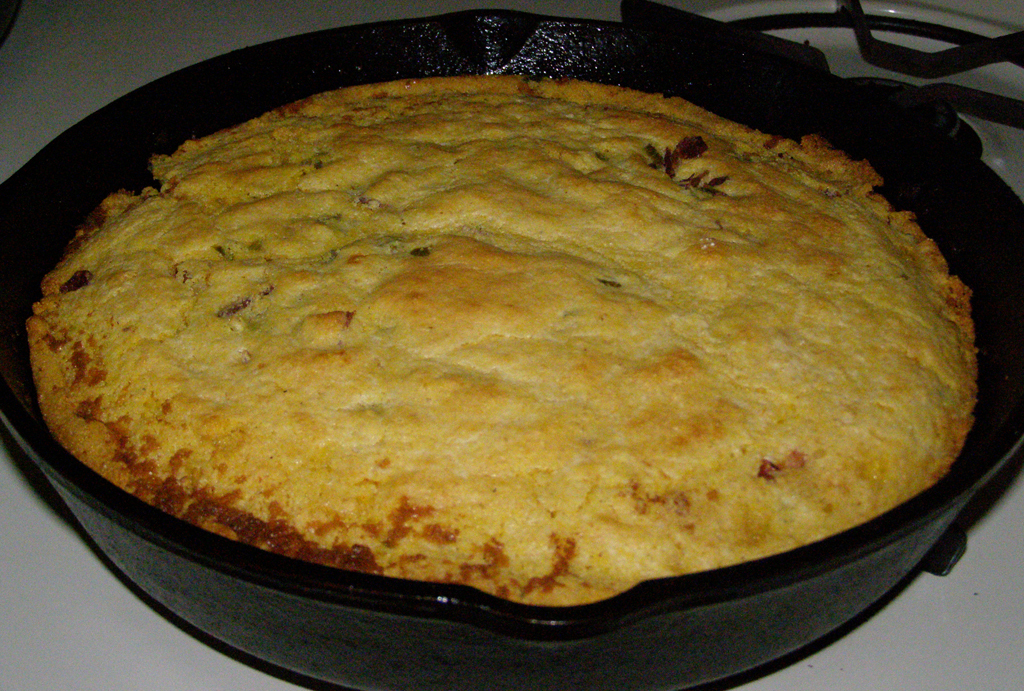
Кукурузный хлеб заменяет в каджунской кухне пшеничный

Каджунская кухня (фр. Cuisine cadienne, англ. Cajun cuisine) — тип американской кулинарии на юге США, назван в честь каджунов — франкоязычных франкоакадцев, депортированных англичанами из Акадии в Канаде в Луизиану. Преобладает в деревенских районах. Отличается большим наличием легкодоступных ингредиентов, произведенных неподалёку, и очень проста в приготовлении.
В соответствии с французской традицией приём пищи состоит из трёх блюд. Главным является, как правило, суп. Вторым — варёный рис со специально приготовленной колбасой или морепродуктами. Третье — разнообразные овощи. Креветки и свиная колбаса являются основным мясным продуктом, используемым в различных блюдах.
Зеленый перец, лук и сельдерей называются в каджунской кухне «святой троицей». Эти овощи режут кубиками, к ним добавляют морковь и тушат вместе. Для придания аромата используют петрушку, лавровый лист, зелёный лук, сушёный кайенский перец и сушёный чёрный перец.

## История
Около 1755 года акадийцы были изгнаны из своих поселений британцами в ходе так называемого «Великого переполоха» и в конце концов поселились в Южной Луизиане.
Из-за резкой перемены климата акадийцы не могли готовить свои оригинальные блюда. Вскоре их прежние кулинарные традиции были утрачены, но были придуманы другие рецепты приготовления пищи, что составило основу каджунской кухни. В обиходе эта кухня получила название «луизианской». В домашней кухне и по сей день сохраняется отличие между каджунской и креольской кухнями, тем не менее, классические блюда по рецептам первых поселенцев готовят всё реже.
Каджунская кухня является одной из самых разнообразных и самобытных региональных кухонь в США.

## Способы приготовления пищи каджунской кухни
- Барбекю — существует определённое сходство с барбекю южных штатов, однако добавляются традиционные каджунские приправы.
  - Выпекание — выпечку получают с использованием печи или духовки. Быстрее, чем копчение, но медленнее чем жарка.
  - Гриллинг — процесс получения прямого тепла на маленькой поверхности, самый быстрый из всех способов приготовления.
  - Тушение — приготовление в жидкости; быстрее, чем копчение, но медленнее, чем обычный гриль и выпекание.
- Кипение — процесс применяется в приготовлении морепродуктов.
- Фритюр — жарка погружением в кипящее масло.
- Инъекционный метод — шпигование с помощью шприца, он относительно нов, но очень распространён каджунской кухне.

Фритюр индейки вошел в кухню южной Луизианы совсем недавно[когда?].

## Продукты
Ниже приводится неполный перечень продуктов, используемых в каджунской кухне и некоторые из основных продуктов питания.

### Зерновые
- Кукуруза
- Рис — длинные, средние или короткие зерна белого цвета; также воздушный рис.
- Пшеница для выпечки хлеба.

### Фрукты и овощи
| - Бамия - Батат - Ежевика - Земляника - Лайм - Лимон | - Лук - Мандарин - Огурцы - Сладкий перец - Кайенский перец - Пекан | - Тыква - Сельдерей - Фикусы - Чайот - Помидоры |

### Мясо и морепродукты
Охота по-прежнему популярна в Акадиане. Каджунские народные обычаи включают в себя множество способов сохранения мяса, некоторые из которых утрачивают свое значение из-за распространения холодильного оборудования и систем массового производства мяса. Копчение мяса по-прежнему популярно.
Разведение сомообразных в дельте реки Миссисипи привело к увеличению их использования в каджунской кухне вместо более традиционных форели и красной рыбы.

| Морепродукты - Пресноводные - Окунь - Сом - Белый американский лаврак - Желтый окунь - Соленоводные виды - Форель - Красная рыба - Помпано - Горбылевые - Камбала - Групер - Морской окунь - Луциановые - Моллюски - Устрицы - Ракообразные - Раки - Креветки - Голубой краб Кроме того, существует так называемая сорная рыба, которую не ловят на продажу из-за большой костлявости, а также по причине сложности приготовления. Как правило, рыбаки такую рыбу употребляют на месте ловли. Примерами являются сарган, тёмный горбыль и лещ. Птица - Домашняя птица - Индейка - Курица - Дикая птица - Голуби - Гуси - Перепелиные - Утки | Свиное мясо - Буден — свежая колбаса с зелёным луком, свининой и рисом. - Понс — желудок свиньи, фаршированный пряной или копчёной свининой. - Рулька - Дикий кабан - Зельц - Свиная колбаса (свежая) — не копчёная, но сильно приправленная. - Солёная свинина - Тассо — очень приправленная копчёная свинина. Говядина и молочные продукты Хотя земли Акадианы хорошо подходят для выпаса крупного рогатого скота и молочного животноводства, говядина нечасто используется для приготовления пищи. Обычно из говядины готовят рагу, котлеты или стейки — это каджуны переняли у техасцев. Говяжий фарш используется традиционно по всей южной части США, хотя приправляют его иначе. Молочное животноводство не столь распространено, как в прошлом, но ещё есть несколько крупных ферм. Другое мясо - Аллигатор - Миссисипский панцирник - Лягушки - Желтоголовая кваква - Нутрия - Белка - Заяц - Скунс - Черепахи - Змеи - Виргинский опоссум |

Специи и пряности
- Лавровый лист
- Душица
- Сладкий перец
- Черный перец
- Кайенский перец
- Перец чили
- Сельдерей
- Чеснок
- Лук репчатый
- Петрушка кудрявая
- Сассафрас
- Сахарный тростник
- Тимьян
- Кервель
- Пастернак посевной
- Гвоздичное дерево
- Ячмень
- Сельдерей пахучий
- Лук-порей
- Базилик душистый
- Чабер садовый
- Шалфей лекарственный
- Майоран
- Мята колосистая
- Карри
- Грибной кетчуп
- Кетчуп
- Лук скорода

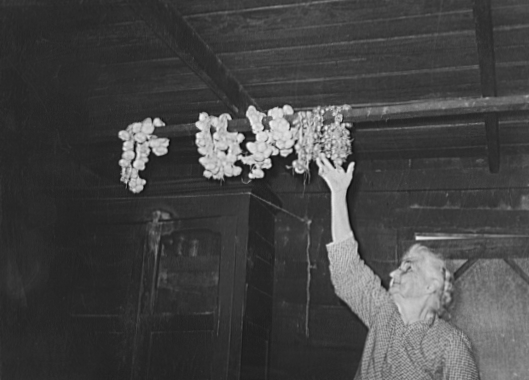
Каджунская женщина тянется к чесноку, подвешенному на стропилах, 1938

Тимьян, шалфей, мята, майоран, чабер, базилик считаются сладкими травами. В колониальный период для пучков пряных растений распространилось название «прованские травы».
Основные соусы
- Тёмное ру: Каджуны унаследовали ру от французов. Но в отличие от французов они его готовят с использованием масла или жира. В последнее время очень популярным загустителем для ру считается оливковое масло. Приготовление тёмной подливки — наиболее сложная процедура в каджунской кухне[11], которая включает в себя осторожный нагрев жира и муки. Их необходимо постоянно перемешивать в течение примерно 15-45 минут (в зависимости от цвета целевого продукта), до тех пор, пока смесь не потемнела в цвете и не получила ореховый вкус. Температура не должна быть слишком высокой, поскольку обгорелое ру весьма неприятно на вкус.
- Светлое ру используется при приготовлении гумбо: для этого ру соединяют с яичным белком. Светлый ру используют с морепродуктами, с мясными блюдами его почти не употребляют[12].

## Блюда каджунской кухни
Три популярных местных блюда в Акадиане отмечены в песне Хэнка Уильямса «Джамбалайя», а именно джамбалайя, рачий пирог и филе-гумбо.

### Основные
Буден — вид колбасы из свинины, свиной печени, риса, чеснока, зелёного лука и других специй. Он широко доступен в мясных лавках. Буден обычно делается ежедневно, так как он не очень долго хранится даже при замораживании. Буден обычно набивается в натуральной оболочке и имеет более мягкую консистенцию, чем другие, более известные сорта колбасы. Как правило, его подают с гарнирами. Также популярен буден из морепродуктов: крабов или креветок и риса. В ресторанах Луизианы большой популярностью пользуются буденовые шарики, которые изготавливают в специальных формах.

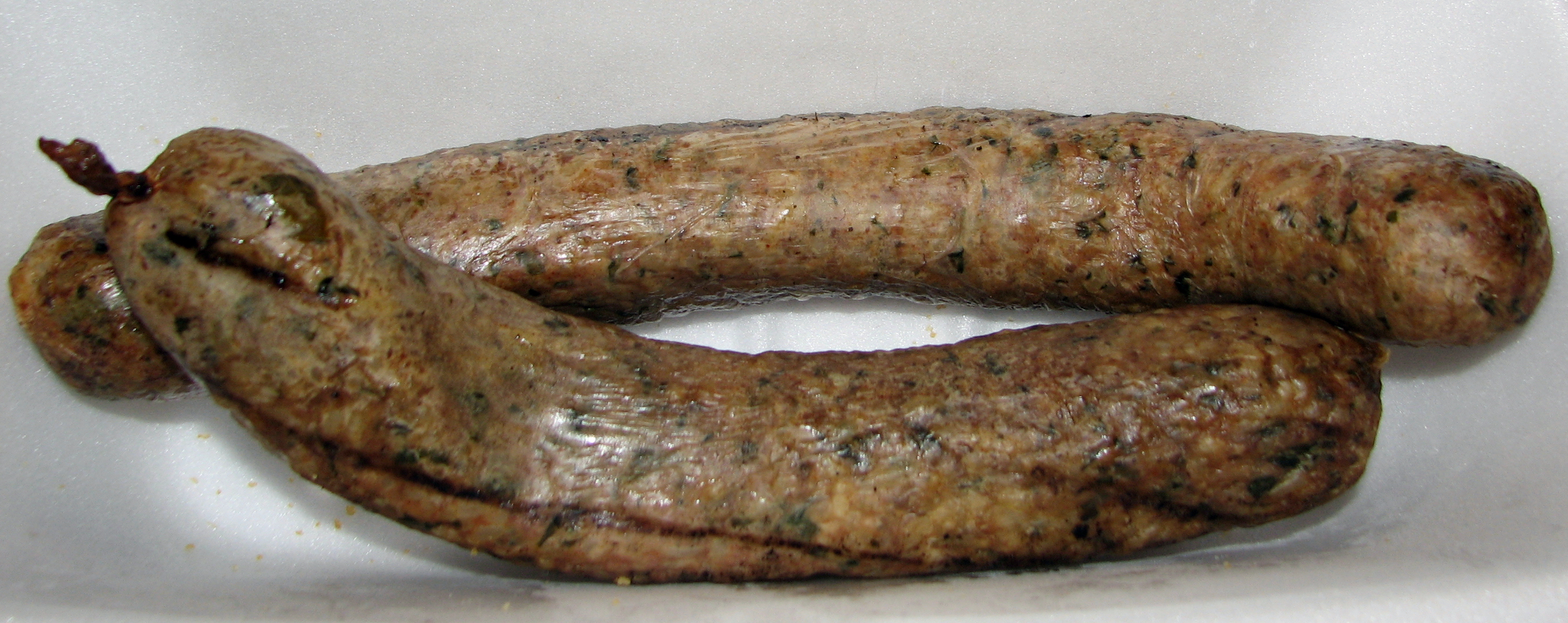
Копчёный буден

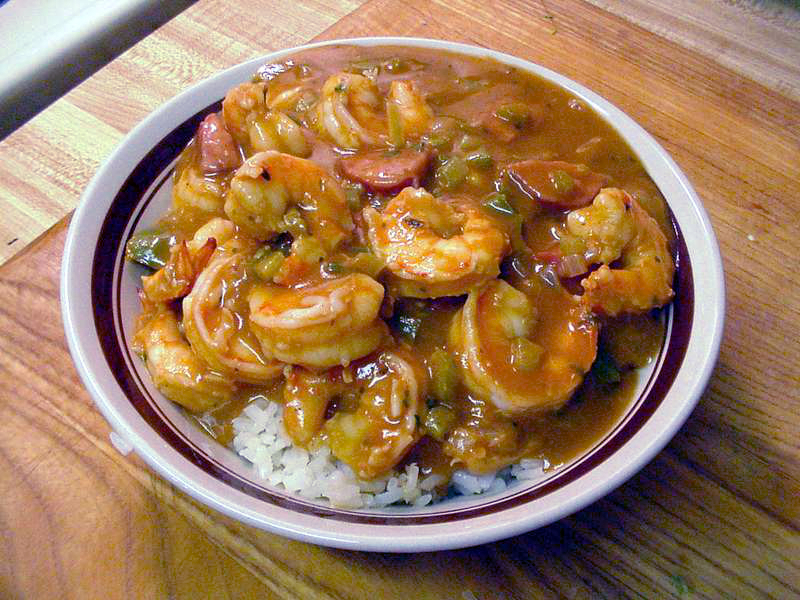
Гумбо из морепродуктов

Гумбо — вид супов. Гумбо демонстрирует влияние французской, испанской, африканской и индейской культуры на каджунскую кухню. Первоначально блюдо называлось бамия, это слово пришло из Западной Африки. Бамия, являющаяся основным ингредиентов в гумбо, используется в качестве загустителя и в силу своего специфического растительного аромата. Гумбо появилось в ранней культуре французов-креолов в Новом Орлеане, а также под влиянием более поздних волн итальянских, немецких и ирландских поселенцев.
В филе-гумбо после окончания приготовления подливку загущают высушенными листьями сассафраса. Этот рецепт был заимствован у индейцев чокто. Основой любого гумбо является подливка, которая бывает двух вариантов: каджунская светлая и креольская тёмная; классический гумбо готовят из курицы и каджунской колбасы.
Джамбалайя — мясное блюдо с рисом. Обычно в ней можно найти зелёный перец, лук, сельдерей, помидоры и острый перец чили. Это блюдо появилось в каджунской кухне благодаря испанцам.
Рис с подливой — сочетание двух основных продуктов каджунской кухни. Блюдо традиционно готовят из дешёвых кусков мяса в чугунной кастрюле, как правило, в течение длительного периода времени. Для него берут говядину, свинину или курицу. Популярные местные разновидности этого блюда включают гамбургер-стейк из кролика, шеек индейки и фрикасе.

### Праздничная пища

#### Варёные раки

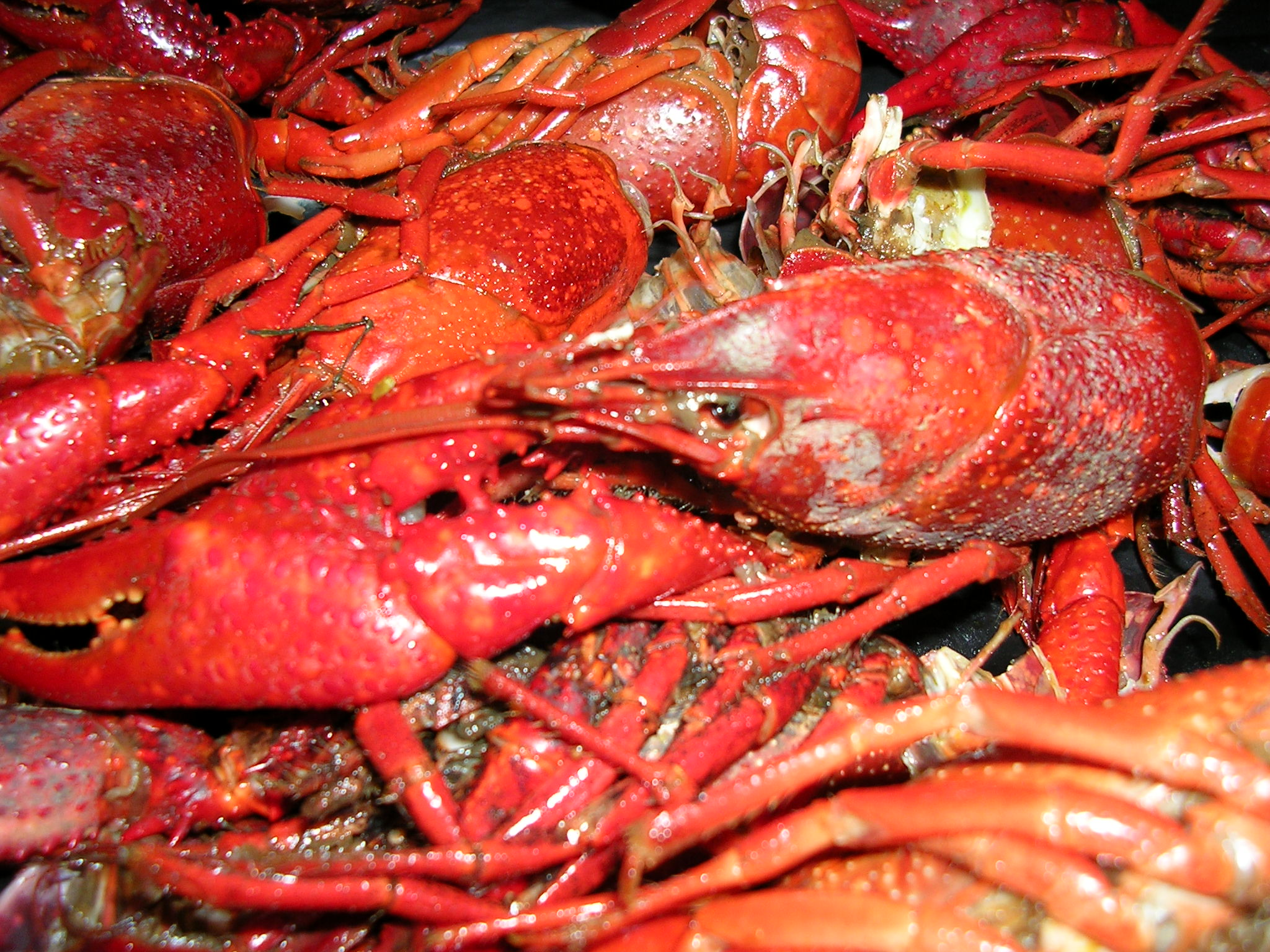
Варёные раки

Варёные раки — праздничное блюдо, которое подаётся вместе с картофелем и зелёным луком. Лимоны и небольшие тряпичные мешочки со смесью лаврового листа, семян горчицы, кайенского перца и других специй добавляют в воду в качестве приправы при варении раков. Морепродукты выкладывают на большие подносы или тарелки и едят руками. Таким же способом можно подавать крабов и креветок.

#### Семейное бушери

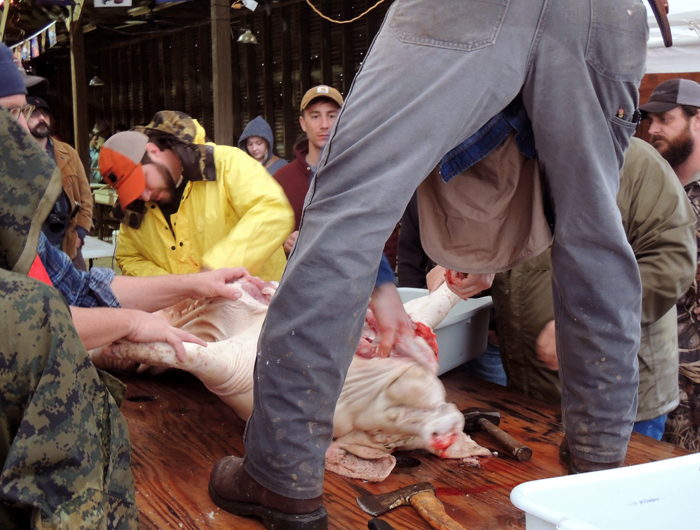
Традиционное «бушери»

У фермеров Акадианы существует традиция организовывать уличные вечеринки, на которые приглашают друзей и родственников, чтобы пообщаться, поиграть в игры, потанцевать, а также плотно поужинать блюдами местной кухни. Мужчины забивают свинью и готовят её мясо, тогда как женщины делают буден.

### Другие блюда
- Мясо аллигатора
- Шарики будена[22]
- Креольский рис
- Рачий суп
- Рачий пирог
- Креольский сливочный сыр[англ.] и мороженое с ним
- Тонкие блинчики
- Грязный рис
- Жареные лягушачьи лапки
- Зельц
- Пекановые пралине
- Картофельный салат

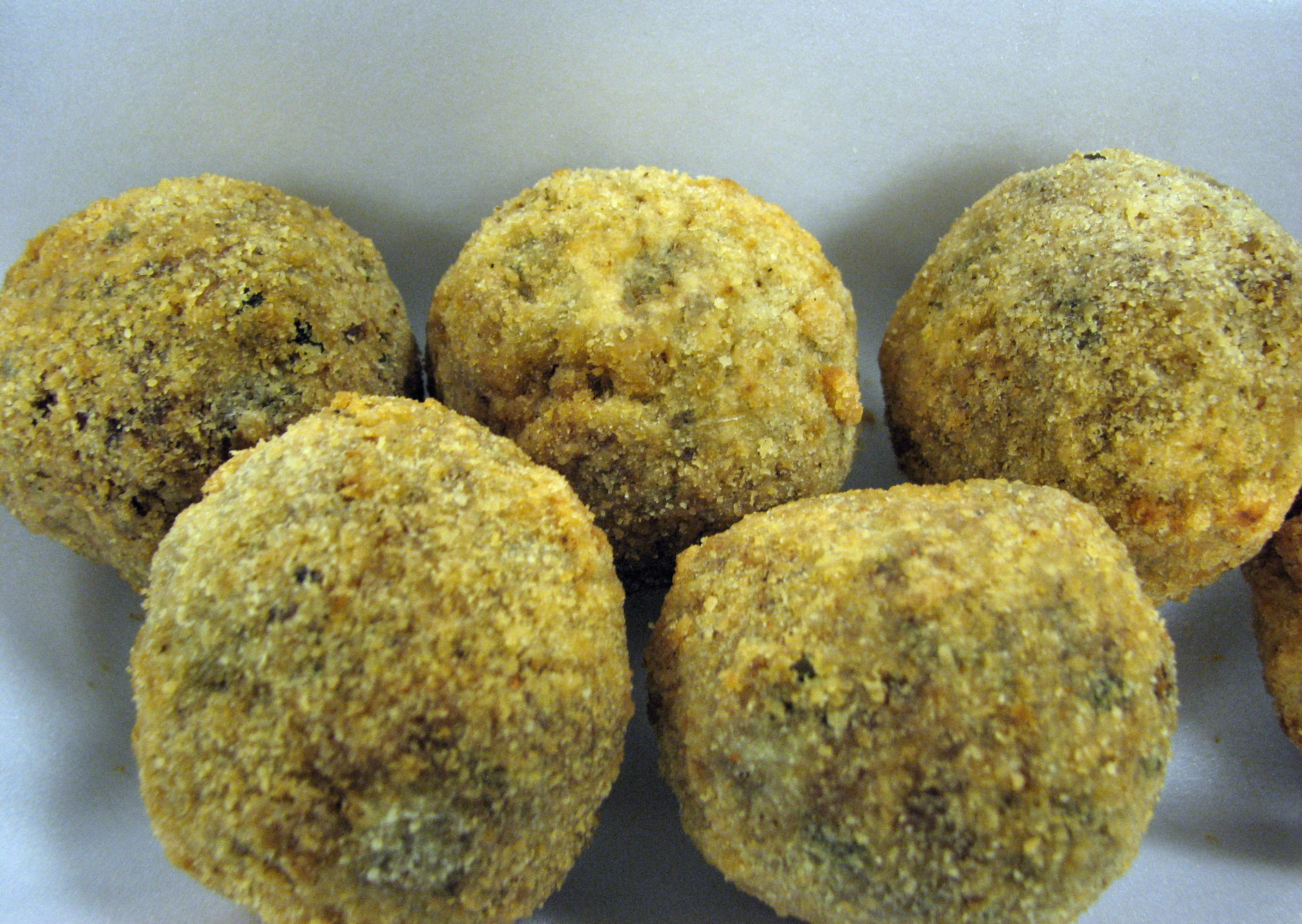
Шарики будена

- чайот, фаршированный морепродуктами